# Марија Хосефа Гарсија Гранадос
Марија Хосефа Гарсија Гранадос и Завала (шп. María Josefa García Granados y Zavala; 10. јул 1796 − 28. јул 1848) била је гватемалска интелектуалка, књижевница, новинарка и песникиња шпанског порекла и једна од највећих интелектуалних експонената независности Гватемале 1821. године. Такође је била феминисткиња испред свог времена, која је својим снажним и доминантним карактером владала у гватемалском друштву. Била је сестра генерала Мигуела Гарсије Гранадоса, који је био први либерални председник Гватемале, и Аделаиде Гарсија Гранадос, која је била тутор Петроне Алварез, супруге генерала Рафаела Карере, доживотног конзервативног председника Гватемале. Како је његова породица била део клана Ајсинена, Франциско Моразан их је 1829. прогнао у егзил и одузео им имовину.

## Биографија
Марија Хосефа Гарсија Гранадос потицала је из аристократске породице која је отпутовала у Шпанију, али је одлучила да се врати у Гватемалу, након француске инвазије на Пиринејско полуострво. Склоност ка књижевности и новинарству навела ју је да учествује на скуповима, упозна интелектуалце и писце, па чак и издаје књиге различитих жанрова. Била је сестра Мигуела Гарсије Гранадоса и Аделаиде Гарсије Гранадос. Својим пријатељима и познаницима најпознатија као „Пепита“, удала се за Рамона Саборио де ла Вија из Никарагве, са којим је била у браку до смрти и родила му шесторо деце. Била је позната по свом снажном карактеру и ауторитету; због тога је Марија Хосефа имала пријатеље међу најутицајнијим људима свог времена, чак и пре 1821. године присуствовала је познатим скуповима у кући Хосеа Марија Кастије, свештеника рођеног у Мадриду у Шпанији.
Њен брат је такође био њен зет, јер је у то време било уобичајено да међу породицама више класе постоје такви бракови; њен брат Мигуел оженио је њену најстарију ћерку Кристину.

## Радови
О њеној литератури, Ана Марија Уруела де Куезада - чланица Гватемалске језичке академије - рекла је да је „њено књижевно дело историјски значајно, јер су њени портрети, сатирични комади и писма приказивали, без романтизма, те ликове и епизоде културној и политичкој елити тог прохујалог доба“. Гарсији Гранадос је поезија била инструмент који је остављала иза себе жива сведочења тог бурног времена огорченог ривалства између либералних криола под вођством Франсиска Моразана и сељачких побуна које је водио Рафаел Карера, а невољно су их подржавали конзервативни криолоси.  Поезија јој је омогућила да говори о љубави и романтичним темама, док је истовремено могла да говори и о одређеним симболичким елементима.
Рубен Дарио 1887. године прогласио ју је „најгенијалнијом женом коју је Централна Америка произвела“.

### Поезија
Такође је писала и читала поезију; међу њеним радовима су: A la ceiba de Amatitlán, Himno a la Luna (Химна месецу) (1830), (La Resolución) Резолуција, A una hermosa joven-desgraciadamente enlazada con un achacoso viejo (Прелепој девојци - нажалост вереној за једног старца), A una abeja, Plegaria, и Despedida. Превела је и неке Бајронове стихове и радила на историјској поезији. 

### Cien veces una(Сто пута један)
За време док је др. Мариано Галвез био шеф државе Гватемале, неки либерали у Салвадору писали су у новинама званим Десет пута десет; заузврат, Гарсија Гранадос и њен пријатељ Хосе Батрес Монтуфар створили су новине под називом Сто пута један.

## Смрт
Према ономе што кажу уџбеници и критичари, постоји легенда о Хосефиној и Монтуфаровој смрти: обоје су чврсто веровали у живот после смрти и зато су склопили договор и сложили се да ће се први који умре вратити и рећи ономе ко је је остао да ли пакао постоји или не. Наводно су пакт склопили 1844. године, неколико месеци пре него што је Батрес умро. Прича се да се Батрес вратио и рекао Марији Хосефи: "Заиста постоји пакао, Пепита!" Ово би могло објаснити зашто је напустила писање у последњим годинама и повукла се из друштвеног живота, живећи уместо тога веома побожним животом. 
Умрла је четири године касније, 28. септембра 1848. године. Занимљиво је да је сахрањена у гробници одвојеној само зидом од оне Игнација Гомеза, горког непријатеља у животу.

## Додатне информације
Била је тетка - а такође и бака - Марије Гарсија Гранадос и Саборио, коју је славни кубански песник Хосе Марти овековечио у својој песми из 1891. године: Ла Ниња де Гватемала. Због сличног имена често су мешане, али њена нећака, иако образована, није имала интелектуални капацитет Марије Хосефе.